# Коктал (Сариагаський район)
Кокта́л (каз. Көктал) — село у складі Сариагаського району Туркестанської області Казахстану. Входить до складу Алімтауського сільського округу.
Населення — 64 особи (2021; 157 у 2009, 187 у 1999, 146 у 1989).